# Normatúlteljesítés
A normatúlteljesítés (labovi hiperkorrekció, kvantatív hiperkorrekció) a szociolingvisztika nyelvészeti kifejezése. Arra az esetre vonatkozik, amikor stílusrétegződés azt mutatja, hogy a beszélőközösség (általában) második legmagasabb státuszú csoportja a formális stílusváltozatokban gyakrabban használja a magas státuszt jelző változatokat, mint a legmagasabb státuszú csoport. Ezt a nyelvi viselkedést a nyelvi bizonytalanság következményének lehet fölfogni. A normatúlteljesítést vagy más néven labovi hiperkorrekciót meg kell különböztetni a túlhelyesbítéstől vagy más néven hiperkorrekciótól, amely az egyén beszédének a jellemzője. A labovi hiperkorrekció terminust John C. Wells brit nyelvész vezette be, aki szerint terminológiailag meg kell különböztetni az egyéni túlhelyesbítést attól a fajta csoportos nyelvi jelenségtől, amelyet először William Labov írt le New York városban végzett kutatásai alapján.